# The Chronological Classics: Duke Ellington and His Orchestra 1924-1927
| Recensione | Giudizio |
| ---------- | -------- |
| AllMusic   | [ 1 ]    |

The Chronological Classics: Duke Ellington and His Orchestra 1924-1927 è un album discografico di Duke Ellington, pubblicato dall'etichetta discografica francese Classics Records nel 1990.

## Tracce

### CD
1. Choo Choo (Gotta Hurry Home) – 3:13 (Duke Ellington, Dave Ringle, Bob Schafer) – Registrato nel novembre del 1924 a New York
2. Rainy Nights – 3:23 (Duke Ellington, Jo Trent, Vincent Lopez) – Registrato nel novembre del 1924 a New York
3. I'm Gonna Hang Around My Sugar – 3:00 (Jack Palmer, Spencer Williams) – Registrato nel settembre del 1925 a New York
4. Trombone Blues – 2:57 (Teddy Nixon, Spencer Williams) – Registrato nel settembre del 1925 a New York
5. Georgia Grind – 2:41 (Spencer Williams) – Registrato nel marzo del 1926 a New York
6. Parlor Social Stomp – 3:07 (Duke Ellington) – Registrato nel marzo del 1926 a New York
7. (You've Got Those) Wanna-Go-Back-Again Blues – 3:17 (Roy Turk, Lou Handman) – Registrato il 30 marzo 1926 a New York
8. If You Can't Hold the Man You Love – 3:19 (Irving Kahal, Sammy Fain) – Registrato il 30 marzo 1926 a New York
9. Animal Crackers – 3:06 (Sam Coslow, Fred Rich, Harry Link) – Registrato il 21 giugno 1926 a New York
10. Li'l Farina – 3:00 (Harrison G. Smith, Alvano Mier) – Registrato il 21 giugno 1926 a New York
11. East St. Louis Toodle-O – 2:50 (Duke Ellington) – Registrato il 29 novembre 1926 a New York
12. Birmingham Breakdown – 2:43 (Duke Ellington) – Registrato il 29 novembre 1926 a New York
13. Immigration Blues – 2:56 (Duke Ellington) – Registrato il 29 novembre 1926 a New York
14. The Creeper – 2:47 (Duke Ellington) – Registrato il 29 novembre 1926 a New York
15. New Orleans Low-Down – 2:59 (Duke Ellington) – Registrato il 3 febbraio 1927 a New York
16. Song of the Cotton Field – 2:59 (Porter Grainger) – Registrato il 3 febbraio 1927 a New York
17. Birmingham Breakdown – 2:38 (Duke Ellington) – Registrato il 28 febbraio 1927 a New York
18. East St. Louis Toodle-Oo – 2:58 (Duke Ellington) – Registrato il 14 marzo 1927 a New York
19. East St. Louis Toodle-Oo – 3:04 (Duke Ellington) – Registrato il 22 marzo 1927 a New York
20. Hop Head – 2:56 (Duke Ellington, Otto Hardwick) – Registrato il 22 marzo 1927 a New York
21. Down in Our Alley Blues – 3:00 (Duke Ellington, Otto Hardwick) – Registrato il 22 marzo 1927 a New York
22. Black and Tan Fantasy – 3:16 (Duke Ellington, Bubber Miley) – Registrato il 7 aprile 1927 a New York
23. Soliloquy – 3:04 (Duke Ellington, Rube Bloom) – Registrato il 30 aprile 1927 a New York

## Musicisti
Choo Choo (Gotta Hurry Home) / Rainy Nights

(The Washingtonians)
- Duke Ellington - pianoforte, direttore orchestra, arrangiamento
- Bubber Miley - cornetta
- Charlie Irvis - trombone
- Otto Hardwick - clarinetto, sassofono alto
- Fred Guy - banjo
- Sonny Greer - batteria

I'm Gonna Hang Around My Sugar / Trombone Blues

(The Washingtonians)
- Duke Ellington - pianoforte, direttore orchestra, arrangiamento
- Pike Davis - tromba
- Charlie Irvis - trombone
- Prince Robinson - clarinetto, sassofono tenore
- Otto Hardwick - sassofono alto
- Fred Guy - banjo
- Henry Edwards - contrabbasso

Georgia Grind / Parlor Social Stomp

(Duke Ellington's Washingtonians)
- Duke Ellington - pianoforte, arrangiamento, direttore orchestra
- Harry Cooper - tromba
- Leroy Rutledge - tromba
- Charlie Irvis - trombone
- Otto Hardwick - sassofono alto, sassofono baritono
- Don Redman - clarinetto, sassofono alto
- Fred Guy - banjo
- Henry Edwards, contrabbasso
- Sonny Greer - batteria

(You've Got Those) Wanna-Go-Back-Again Blues / If You Can't Hold the Man You Love

(Duke Ellington and His Orchestra)
- Duke Ellington - pianoforte, arrangiamento, direttore orchestra
- Harry Cooper - tromba
- Leroy Rutledge - tromba
- Charlie Irvis - trombone
- Jimmy Harrison - trombone
- Jimmy Harrison - voce
- Otto Hardwick - sassofono alto, sassofono baritono
- Don Redman - clarinetto, sassofono alto
- Prince Robinson - clarinetto, sassofono tenore
- George Thomas - clarinetto, sassofono tenore
- Fred Guy - banjo
- Henry Edwards, contrabbasso
- Sonny Greer - batteria

Animal Crackers / Li'l Farina

(Duke Ellington and His Washingtonians)
- Duke Ellington - pianoforte, arrangiamento, direttore orchestra
- Bubber Miley - tromba
- Charlie Johnson - tromba
- Joe Tricky Sam Nanton (o) Charlie Irvis - trombone
- Otto Hardwick - sassofono alto, sassofono baritono
- Prince Robinson - clarinetto, sassofono tenore
- Fred Guy - banjo
- Henry Edwards - contrabbasso[2]
- Mack Shaw - contrabbasso[3]
- Sonny Greer - batteria

East St. Louis Toodle-O / Birmingham Breakdown / Immigration Blues / The Creeper / New Orleans Low-Down / Song of the Cotton Field / Birmingham Breakdown / East St. Louis Toodle-Oo

(Duke Ellington and His Kentucky Club Orchestra)
- Duke Ellington - pianoforte, arrangiamento, direttore orchestra
- Bubber Miley - tromba
- Louis Metcalf - tromba
- Joe Tricky Sam Nanton - tromba
- Otto Hardwick - sassofono alto, sassofono baritono, sassofono soprano, clarinetto, sassofono basso
- (possibile) Prince Robinson - clarinetto, sassofono tenore
- (possibile) Edgar Sampson - clarinetto, sassofono alto[3]
- Fred Guy - banjo
- Henry Edwards - contrabbasso[2]
- Mack Shaw - contrabbasso[4]
- Sonny Greer - batteria

East St. Louis Toodle-Oo / Hop Head / Down in Our Alley Blues / Soliloquy

(Duke Ellington and His Washingtonians)
- Duke Ellington - pianoforte, arrangiamento (eccetto in Soliloquy), direttore orchestra
- Luis Metcalf - tromba
- Bubber Miley - tromba (eccetto in Soliloquy)
- June Clark - tromba (solo in Soliloquy)
- Joe Tricky Sam Nanton - trombone
- (possibile) Prince Robinson - clarinetto, sassofono tenore
- (possibile) Edgar Sampson - clarinetto, sassofono alto[5]
- Otto Hardwick - sassofono alto, clarinetto, sassofono soprano, sassofono baritono, sassofono basso
- Fred Guy - banjo
- Henry Edwards - contrabbasso[2]
- Mack Shaw - contrabbasso[5]
- Sonny Greer - batteria
- Rube Bloom - arrangiamento (solo in Soliloquy)